# Çukurcuma

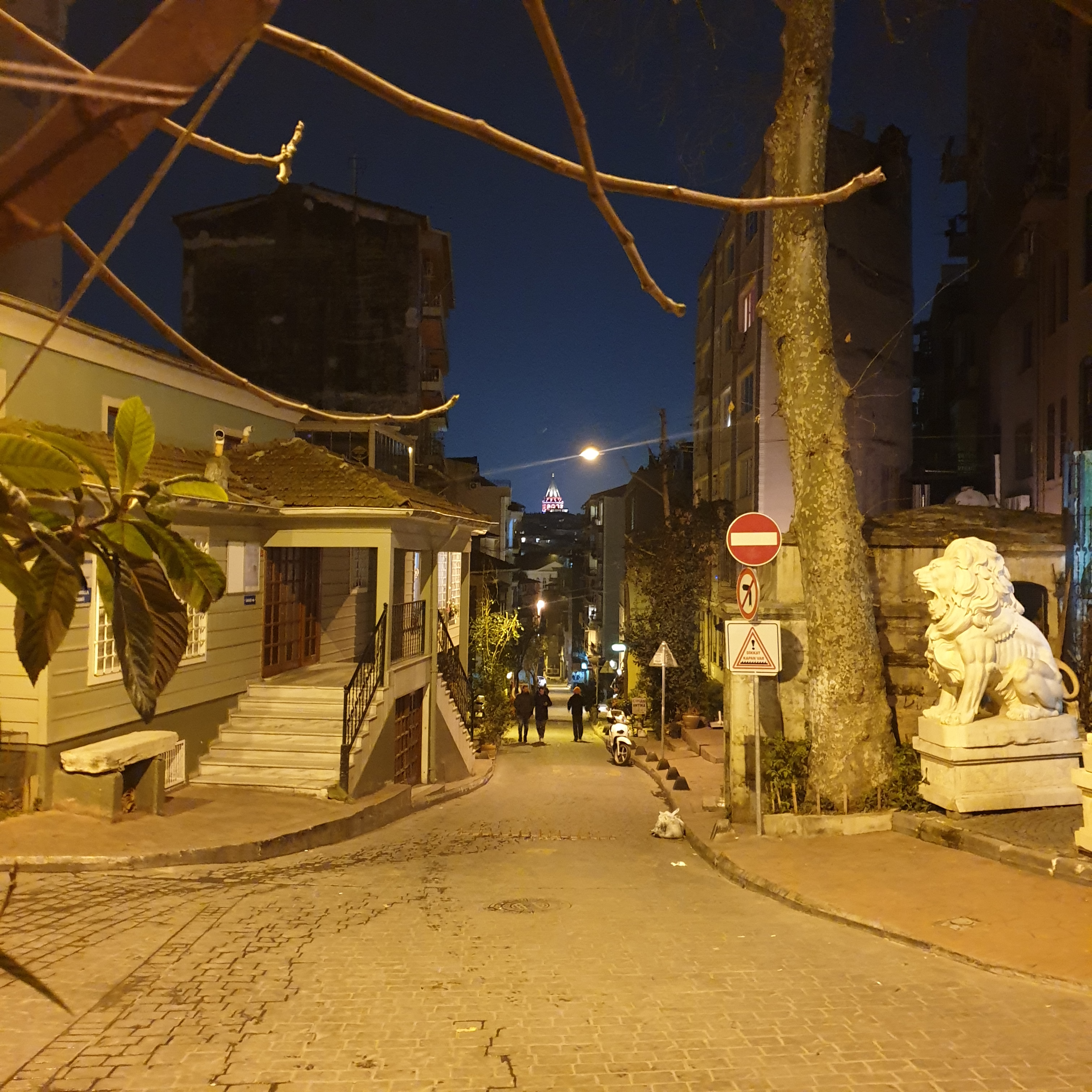
Çukurcuma Caddesi mit Galata-Turm

Çukurcuma (sprich Tschukúrdschumaa, deutsch „Freitagssenke“) ist ein europäisches Nachbarschaftsviertel (Semt) im Istanbuler Bezirk Beyoğlu (dem historischen Pera), das durch vielfältige Antiquitätengeschäfte und Cafés geprägt ist. Die Gebäude stammen weitgehend aus dem 19. und frühen 20. Jahrhundert mit vereinzelten osmanischen Gebäuden noch aus dem 15. Jahrhundert.

## Lage
Administrativ liegt es in den Bezirks-Stadtteilen („Mahalleler“) Kuloğlu und Firuzağa. Es liegt südöstlich der İstiklal Caddesi an einer Talsenke mit Blick auf den Bosporus, südöstlich vom Galatasaray-Platz und zwischen den Vierteln Tomtom und Cihangir. Die Çukurcuma Caddesi durchzieht das Gebiet.

## Geschichte
Das Gebiet des heutigen Viertels blieb in byzantinischer Zeit unbesiedelt. Während der Eroberung von Konstantinopel (1453) soll Sultan Mehmed II. der Eroberer in der Talsenke ein Freitagsgebet initiiert haben. Die türkischen Wörter „çukur“ für Senke (eigentlich Grube) und „cuma“ für Freitag führten zur noch heute geläufigen Bezeichnung „Çukurcuma“. Die Muhiddin-Molla-Fenari-Moschee dürfte ebenfalls auf Mehmed zurückgehen. Die heutige Holzstruktur wurde zwischen 1541 und 1547 unter dem Architekten Mimar Sinan im Auftrag des Schaich al-Islam Çivizade Hacı Mehmed Efendi errichtet.
Mehmed II. nutzte das Gebiet auch nach der Eroberung zur Jagd und ließ nachweislich hier 1454 ein Jagdhaus mit einem Türkischen Bad errichten, das noch heute als „Ağa hamamı“ genutzt wird und als das älteste Istanbuls gilt.
Die 1732 im Auftrag Sultan Mahmud I. errichtete Wasserverteilanlage (Taksim) oberhalb von Çukurcuma versorgte auch dieses Gebiet mit einer Wasserleitung, die das Ağa hamamı angeschlossen haben dürfte. Gegenüber der Moschee des Viertels befindet sich der Ömer-Ağa-Brunnen, der bereits im Jahr 1720 errichtet wurde.
Im 19. Jahrhundert erweiterte sich ausgehend von der İstiklal-Caddesi-Prachtstraße Peras die Bebauung mit bürgerlichen, gründerzeitlich geprägten Häusern auch nach Çukurcuma. Neben ethnischen Türken lebten nicht nur Armenier und Griechen im Viertel, sondern auch Europäer im alten Pera, die hier und in den Nachbarvierteln Schulen, Krankenhäuser und diplomatische Vertretungen errichteten. So befindet sich seit 1882 das Liceo Italiano „Galileo Galilei“ im Viertel sowie am Rande das griechische  Zoğrafyon-Gymnasium und das Gebäude des griechischen Generalkonsulats. Der Pogrom von Istanbul 1955 traf das Viertel entsprechend. Fast alle türkischen Griechen sowie viele Armenier wanderten in der Folge aus.

## Das Viertel heute

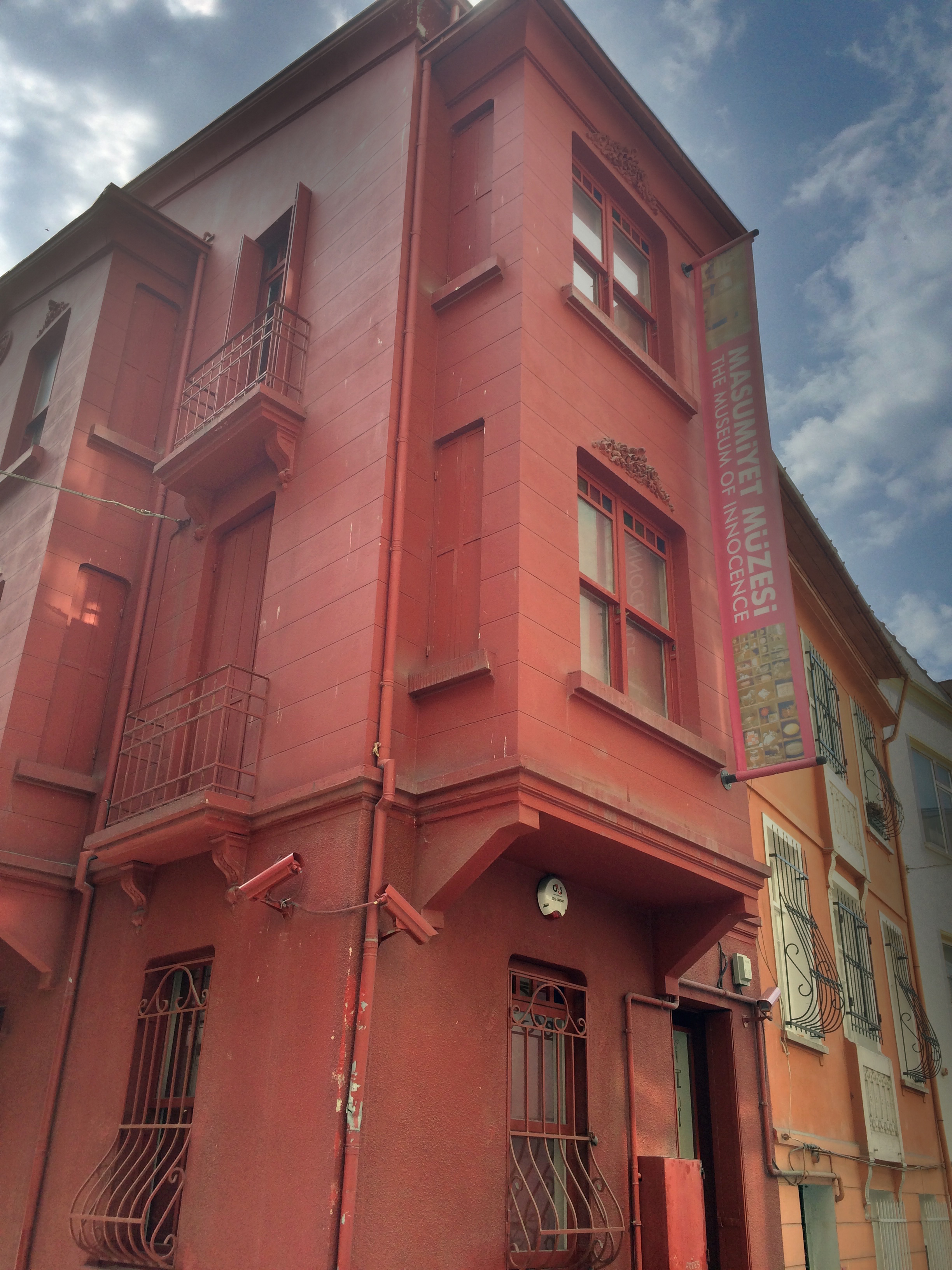
Fassade des „Museums der Unschuld“ in Çukurcuma

Das Viertel hat in Folge einen gewissen multikulturellen europäischen Charakter gewahrt und ist durch seine Antiquitätenläden und Cafés bekannt und wird bisweilen als Bohème-Viertel bezeichnet. Die Wählerschaft ist anders als die Mehrheit des Bezirks Beyoğlu CHP-orientiert. 2008 veröffentlichte der Literaturnobelpreisträger Orhan Pamuk seinen Roman Das Museum der Unschuld, dessen Handlung in Çukurcuma spielt. 2012 eröffnete Pamuk im Viertel das gleichnamige Museum, das von den deutschen Architekten Sunder-Plassmann gestaltet wurde. 2014 wurde das Museum als Europäisches Museum des Jahres ausgezeichnet. Die New York Times beschrieb 2008 Çukurcuma als gemütlich-intimen Großen Basar. Im selben Jahr widmete sich auch die britische Zeitung The Guardian dem Viertel. 2012 zählte sie Çukurcuma zu den fünf besten Wohnorten weltweit.